# Kardinalprotodiakon

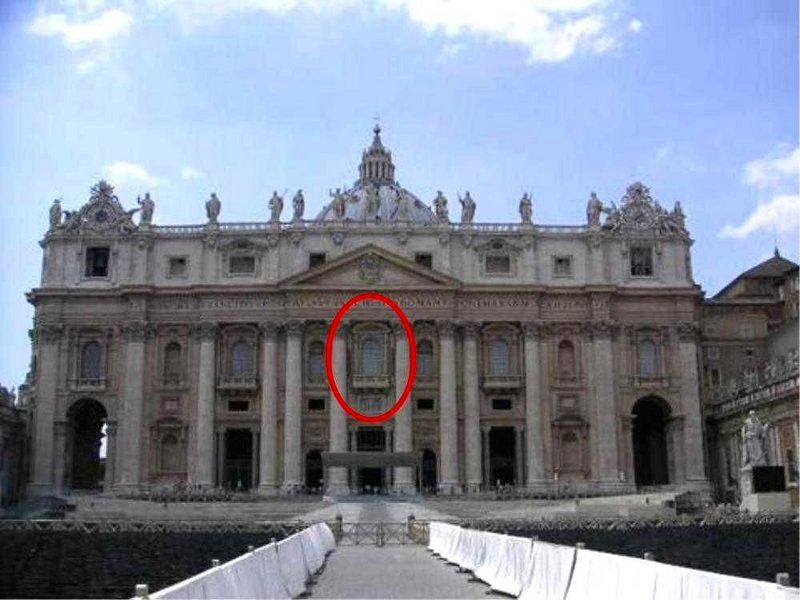
Fassade des Petersdoms mit der Benediktionsloggia, von der der Kardinalprotodiakon die Wahl des Papstes der Öffentlichkeit mitteilt

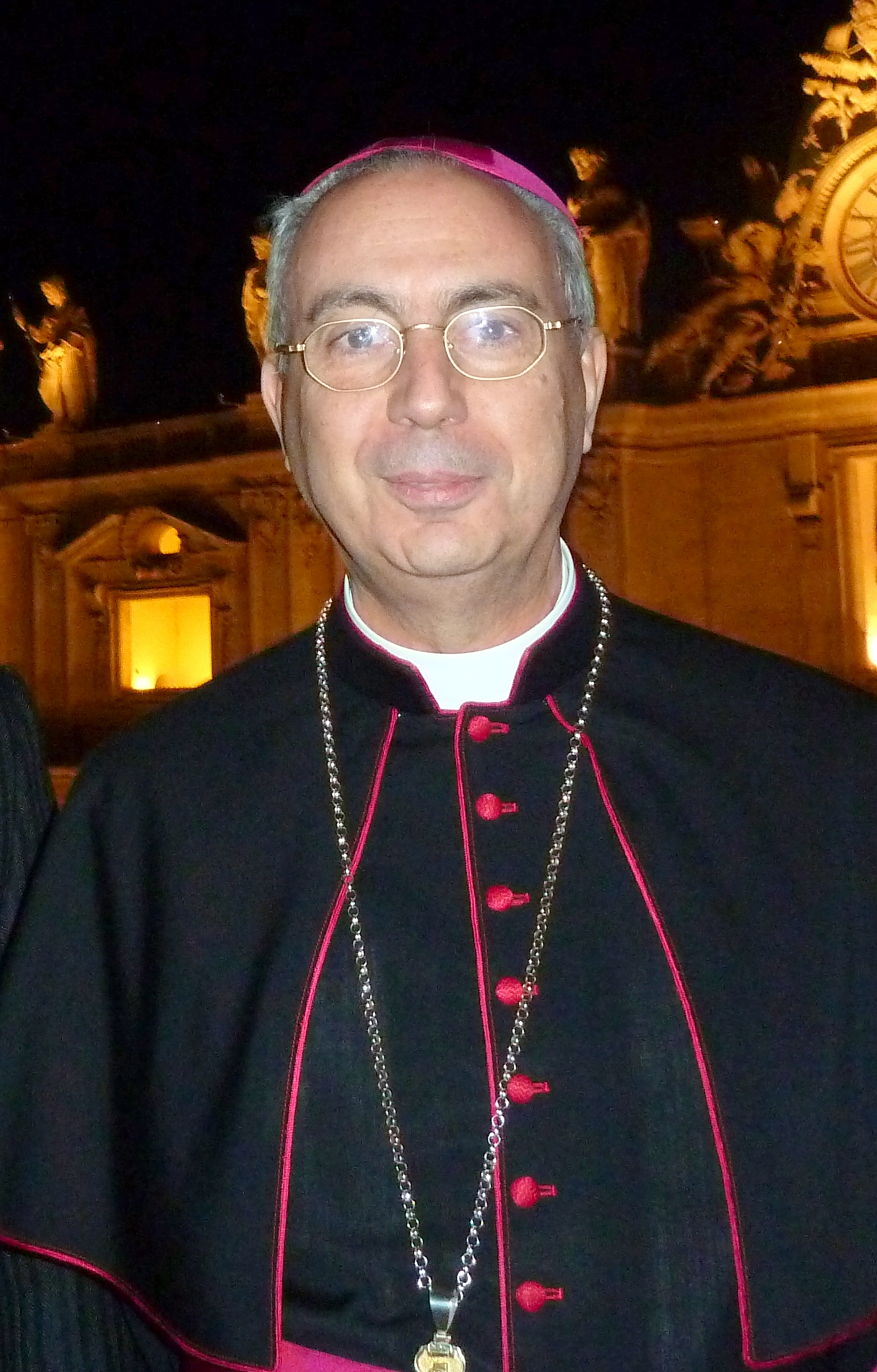
Dominique Mamberti, aktueller Amtsinhaber

Der Kardinalprotodiakon ist der amtierende dienstälteste Kardinaldiakon (einer der drei Kardinalsklassen). Da alle Kardinäle untereinander gleichgestellt sind (es gibt nur eine Ehrenrangfolge), ist der Kardinalprotodiakon nur ein primus inter pares unter den Kardinaldiakonen. Eine seiner Aufgaben ist es, nach erfolgreicher Papstwahl im Konklave von der Benediktionsloggia aus die Nachricht von der Wahl eines neuen Papstes der Öffentlichkeit mit den folgenden Worten mitzuteilen:
| Annuntio vobis gaudium magnum; habemus Papam: Eminentissimum ac Reverendissimum Dominum, Dominum [Vorname] Sanctae Romanae Ecclesiae Cardinalem [Nachname] qui sibi nomen imposuit [Papstname]. | Ich verkünde euch eine große Freude; wir haben einen Papst: den herausragendsten und hochwürdigsten Herrn, Herrn [Vorname] der Heiligen Römischen Kirche Kardinal [Nachname], welcher sich den Namen [Papstname] gegeben hat. |

Nimmt der Kardinalprotodiakon nicht am Konklave teil, oder wird er selbst zum Papst gewählt, so fällt diese Aufgabe dem nachfolgenden ranghöchsten Kardinaldiakon zu, der am Konklave teilnimmt.
Dem Kardinalprotodiakon kommt auch gegebenenfalls die Krönung des neuen Papstes mit der Tiara zu. Wählt der neue Summus Pontifex eine schlichtere Amtseinführungsfeier, so legt ihm der Kardinalprotodiakon das päpstliche Pallium um. Ferner legt der Kardinalprotodiakon in Stellvertretung des Papstes den Metropoliten die Pallien an oder übergibt sie an deren Prokuratoren.
Amtsinhaber ist seit dem 28. Oktober 2024 Dominique Mamberti, seine Vorgänger finden sich auf der Liste der Kardinalprotodiakone.